# Cewi Dinstein
Cewi Dinstein (hebr.: צבי דינשטיין, ang.: Zvi Dinstein, ur. 24 lipca 1926 w Tel Awiwie, zm. 10 kwietnia 2012) – izraelski przedsiębiorca i polityk, w latach 1966–1967 wiceminister obrony, w latach 1967–1974 wiceminister finansów, w latach 1965–1974 poseł do Knesetu z list Koalicji Pracy.

## Życiorys
Urodził się 24 lipca 1926 w Tel Awiwie, w ówczesnym Brytyjskim Mandacie Palestyny. W rodzinnym mieście ukończył szkołę średnią.
Ukończył studia na Uniwersytecie Hebrajskim, a następnie uzyskał doktorat na Uniwersytecie Genewskim.
W wyborach parlamentarnych w 1965 po raz pierwszy dostał się do izraelskiego parlamentu.  W piątym Knesecie był członkiem komisji finansów, w trakcie kadencji zasiadał przez pewien czas – jak większość posłów Koalicji Pracy – we frakcji Partii Pracy. 17 stycznia 1966 wszedł w skład, powołanego kilka dni wcześniej,  trzeciego rządu Lewiego Eszkola, jako wiceminister obrony, w resorcie kierowanym przez samego premiera. 5 czerwca 1967, kiedy ministrem obrony został Mosze Dajan, Dinstein został odwołany z zajmowanego stanowiska. 24 lipca objął stanowisko wiceministra finansów, jako zastępca Pinchasa Sapira. Pozostał na tym stanowisku również po objęciu funkcji ministerialnej przez Ze’ewa Szerfa (5 sierpnia 1968), a także powołaniu 17 marca 1969 pierwszego rządu Goldy Meir. Został odwołany z końcem kadencji 15 grudnia 1969.
Wcześniej, w wyborach w październiku 1969, ponownie został wybrany posłem. 22 grudnia powrócił na stanowisko wiceministra finansów w drugim rządzie Meir, w resorcie kierowanym przez Pinchasa Sapira i pozostał na stanowisku do końca kadencji tego rządu – 10 marca 1974. W wyborach w grudniu 1973 nie uzyskał reelekcji.
Zmarł 10 kwietnia 2012. Został pochowany na cmentarzu Kirjat Sza’ul.